# Szent Ulrik
Szent Ulrik, más ismert néven Augsburgi Szent Ulrik (németül: Ulrich von Augsburg, latinul: Uodalricus, ófelnémetül: Uodalrîh) (Augsburg környékén, 890 körül – Augsburg, 973. július 4.) szentté avatott augsburgi püspök.

## Élete

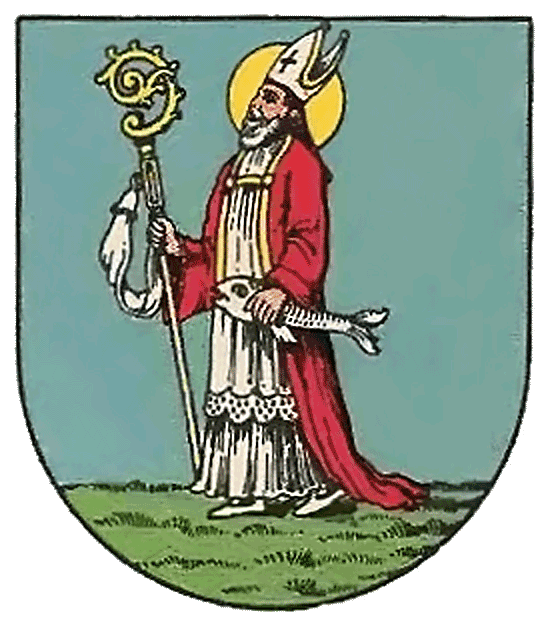
Szent Ulrik egy korabeli miniatúrán

Szent Ulrik Augsburg mellett született, 890 körül. Életéről bizalmasa, Gerhard kanonok által írt Vita Udalrici című műben maradtak feljegyzések. Ez alapján nemesi családból származott, melynek Wittislingen körül voltak birtokai. Anyai ágon rokonságban állt Szent Adelheid császárnővel. Iskoláit a Sankt Gallen-i kolostorban végezte, majd Adalbert augsburgi püspök kamarása lett, akivel vélhetően rokonságban volt. A püspök 910-ben bekövetkezett halála után szülei birtokait igazgatta. 923-ban – családja közbenjárására – választották meg augsburgi püspöknek. 923. december 28-án szentelték püspökké. 
Püspökként részt kellett vennie a kor politikai eseményeiben, így amikor I. Ottó német-római császár ellen lázadás tört ki, amelyet fia Liudolf is támogatott, sikerült a két felet békekötésre rávennie. 
Részt vett a kalandozó magyarok elleni védekezésben, irányította Augsburg védelmét, ellenőrizte a védőfalak építését, és könyörgéseket tartott. Bár a hagyomány úgy tartja, hogy részt vett a 955. augusztus 10-i lechmezei csatában, erre nincsenek egyértelmű bizonyítékok. 
Szolgálatai jutalmául engedélyt kapott saját pénz veretésére. Számos törvénynapon részt vett, s feladata volt a császári dokumentumok hitelesítése. 
Ulrik ötven esztendőn át volt egyházmegyéjének és városának buzgó főpásztora és atyja. Több zsinatot is összehívott, aminek célja a papság és a szerzetesség megreformálása volt. Előmozdította a papság képzésének ügyét, papjaival szoros kapcsolatban állt, és a szerzetességet is támogatta, valamint számos templomot építtetett. Szoros barátság fűzte Szent Konrád konstanzi püspökhöz, Boldog Eberhard einsiedelni apáthoz és Szent Wolfgang regensburgi püspökhöz.

## Halála és szentté avatása
Halála napján még bemutatta a szentmiseáldozatot, majd a földre kereszt alakban hamut szórt, s arra feküdt le. Haldoklása közben Nagy Szent Gergely műveiből olvastatott fel. 973. július 4-én halt meg. Temetését Regensburg püspöke, Wolfgang végezte. Halála után húsz évvel avatták szentté. Ő volt az első, akit Lateráni bazilikában a pápa nyilvánosan avatott szentté, addig az egyházmegyék és a kolostorok maguk emelték oltárra szentjeiket. Ettől kezdve a pápaság igyekezett a szentté avatás jogát a kezébe venni, a különféle egyházközségek pedig arra törekedtek, hogy egy-egy szent tiszteletéhez megszerezzék Róma jóváhagyását. A szentté avatási pápai bullában XV. János pápa így fogalmaz: „Miután segítségül hívta a Szentlelket a zsinat – a szentszék és az egybegyűltek egyetértésével –, úgy határozott, hogy a tiszteletre méltó Ulrik augsburgi püspököt Isten templomaiban mindig megünnepli, és ezzel is gyarapítja a fölséges Isten dicséretét”